# Heteracris pulchripes
Heteracris pulchripes är en insektsart som först beskrevs av Hermann Rudolph Schaum 1853.  Heteracris pulchripes ingår i släktet Heteracris och familjen gräshoppor. Inga underarter finns listade i Catalogue of Life.